# Kruder & Dorfmeister
Kruder & Dorfmeister – austriacki zespół muzyczny, założony w 1993 roku w Wiedniu przez Petera Krudera (ur. 1967) i Richarda Dorfmeistera (ur. 1968), grający muzykę elektroniczną będącą wypadkową takich gatunków jak trip hop, downtempo, nu jazz i breakbeat.
Zyskał większą sławę dzięki swoim mistrzowskim remiksom i miksom didżejskim, niż jako producent własnych utworów. Dzięki przeróbkom utworów takich artystów jak: William Orbit, Bomb the Bass, Bone Thugs-n-Harmony i United Future Organization stał się jednym z najbardziej cenionych artystów wśród miłośników sal tanecznych.
Obaj muzycy uważają się za kompletnych dźwiękowych fetyszystów i, jak sami mówią, wykorzystują dźwięki, które znajdują gdzieś na płytach, a potem alienują je elektronicznie:

Nasze narzędzia to komputer Apple i trzy kilogramy marihuany, wtedy masz dźwięk w głowie.

## Historia

### XX w.
Zanim Peter Kruder i Richard Dorfmeister się spotkali, pierwszy z nich był wiedeńskim fryzjerem a drugi bez powodzenia grywał w wiedeńskich zespołach. W latach 90. XX wieku byli jednymi z pierwszych twórców trip hopu. Pracowali głównie jako didżeje oraz produkowali remiksy nagrań innych artystów. W1993 roku zadebiutowali na rynku płytowym EP-ką „G-Stoned”, wydaną we własnym zakresie po tym, jak ich dema zostały odrzucone przez szereg wytwórni. EP-ka zawierała hipnotyczny utwór „High Noon”, a jej okładka przedstawiała obu muzyków w pozach członków duetu Simon & Garfunkel z okładki ich albumu Bookends autorstwa Richarda Avedona. Ep-ka pojawiła się na rynku czasie, gdy hip-hopowe rytmy zaczęły emancypować się od rapu, a rozkwitająca scena breakbeatowa w Wielkiej Brytanii zaczęła przyciągać większą uwagę publiczności.
W 1996 roku Kruder i Dorfmeister wnieśli własny wkład do serii miksów DJ-Kicks berlińskiej wytwórni !K7 Records; ich album DJ-Kicks: Kruder & Dorfmeister pozostaje najlepszym z ich dotychczasowych wydawnictw didżejskich. Album ten spotkał się z większym zainteresowaniem niż debiutancka Ep-ka, zwłaszcza w Wielkiej Brytanii, gdzie do jego popularności przyczynił się wpływowy DJ radiowy, Gilles Peterson. Na albumie, utrzymanym w klimacie downtempo, znalazły się między innymi przeboje takich wykonawców tego gatunku, jak: Thievery Corporation, Hardfloor i The Herbaliser oraz własny utwór duetu, „High Noon”, pochodzący z debiutanckiej EP-ki.
W 1998 roku ukazał się dwupłytowy album The K&D Sessions, który przyniósł uznanie obu muzykom. Wydawnictwo odznaczało się oryginalnym wówczas stylem produkcji: przytępione bity, dubowe pogłosy i przestrzenne projekty dźwiękowe. Na drugim krążku znalazły się głównie instrumentalne utwory takich wykonawców jak: Sin, David Holmes, Sofa Surfers i Mama Oliver oraz własny utwór duetu, „Boogie Woogie”. Album ten wywarł znaczący wpływ na eklektyczną, opartą na hip-hopie muzykę downtempo, przeżywającą swój rozkwit w latach 90. XX i na początku XXI wieku.

### XXI w.
W lutym 2001 roku ukazała się książka o obu muzykach i ich wytwórni G-Stone Recordings. Była to płyta CD z dołączoną książeczką, zawierającą zdjęcia i teksty o wiedeńskiej muzyce elektronicznej.
W 2008 roku duet wydał EP-kę „Shakatakadoodub”.. W 2010 roku ukazała się kompilacja wytwórni G-Stone Recordings, Sixteen F**king Years of G-Stone Recordings.
W wywiadzie udzielonym 28 stycznia 2011 roku Karlowi Fluchowi z dziennika Der Standard obaj muzycy wyjaśnili, dlaczego dotychczas nie wydali albumu studyjnego:

Od początku chcieliśmy robić klasykę. Od naszej pierwszej EP-ki. Nigdy nie chcieliśmy wydać czterech utworów, z których tylko dwa byłyby dobre, wszystkie muszą być dobre. Dlatego właśnie nie było albumu. Był ukończony – były nawet próbne tłoczenia – ale nie w takiej jakości jak ta EP-ka.

Obaj muzycy obok działalności didżejskiej realizują również projekty solowe. Dorfmeister występuje z Rupertem Huberem w zespole Tosca, natomiast Kruder w 1999 roku wydał album pod szyldem Peace Orchestra.
W kwietniu 2020 roku austriacki magazyn kulturalny The Gap umieścił „High Noon” na 7. miejscu listy najważniejszych austriackich piosenek pop – AustroTOP zauważając przy okazji, że dzięki duetowi DJ mix i remix stały się formą sztuki, a sami muzycy należą do nielicznej grupy światowych gwiazd muzyki popularnej z Austrii.
Pod koniec sierpnia 2020 roku Kruder & Dorfmeister udostępnili teledysk do swojego najnowszego utworu „Johnson”, który zwiastował ich nadchodzący album, zatytułowany 1995. Utwór zawiera surowe i emocjonalne sample wokalne, a towarzyszący mu teledysk został nakręcony w opuszczonym domu, którego mieszkańcy wchodzą w interakcję z otoczeniem pod wpływem hipnozy futurystycznego urządzenia VR.
13 listopada 2020 roku duet wydał swój pierwszy album studyjny, 1995. Piętnaście utworów, które znalazło się na tym wydawnictwie, było od około ćwierćwiecza znanych jedynie wąskiemu gronu i w bardzo ograniczonej wersji. Utwory te powstały pomiędzy 1993 a 1995 rokiem, kiedy muzycy intensywnie komponowali wykorzystując do tego celu komputer Atari ST-1040 i sampler AKAI S-1100. W wywiadzie udzielonym 20 listopada 2020 roku Alexowi Ruderowi z radia KEXP muzycy zapowiedzieli, iż przygotowują nowy materiał, zarówno jako Kruder & Dorfmeister jak i w ramach projektów Tosca i Peace Orchestra.

## Spuścizna
Odkąd w 1993 roku pojawili się na scenie, austriaccy producenci i didżeje Peter Kruder i Richard Dorfmeister wyznaczyli standardy dla całego gatunku: są oni po prostu ojcami chrzestnymi downtempo.

K&D to obok Falco najwięksi twórcy austriackiej muzyki pop. 20 lat temu downtempo było czymś naprawdę znaczącym, a Kruder & Dorfmeister byli jednym z jego najbardziej uznanych wykonawców. Z pewnością to hip-hop wykorzystywał sampling w najbardziej znaczący sposób, ale to downtempo przesunęło granice, jeśli chodzi o łączenie gatunków (…) i sprawiło, że DJ mix stał się formą sztuki samą w sobie.

## Odznaczenia
15 marca 2017 roku duet Kruder & Dorfmeister w uznaniu swoich zasług na polu muzyki został uhonorowany odznaczeniem Goldene Ehrenzeichen der Stadt Wien.

## G-Stone Recordings
W 1994 roku Kruder i Dorfmeister założyli niezależną wytwórnię płytową, G-Stone Recordings, która zapoczątkowała nową erę w historii austriackiej muzyki, przynosząc z biegiem lat światowe uznanie dla całej wiedeńskiej sceny muzyki elektronicznej.  Pod koniec lat 90. G-Stone Recordings była ucieleśnieniem czegoś, co wielu definiowało „wiedeńskie brzmienie” w dziedzinie muzyki elektronicznej.

## Dyskografia
Lista według strony zespołu na Discogs:

### Albumy
- 1995 (2020)

### Single i EP-ki
- G-Stoned (1993)
- DJ-Kicks EP (1996)
- Going Under (1996)
- Shakatakadoodub (2008)
- „Johnson” (2020)
- „In Dub” (data nieznana)

### Miksy didżejskie
- Conversions: A K&D Selection (1996)
- DJ-Kicks: Kruder & Dorfmeister (1996)
- The K&D Sessions (1998)